# Søværnets Center for Våben

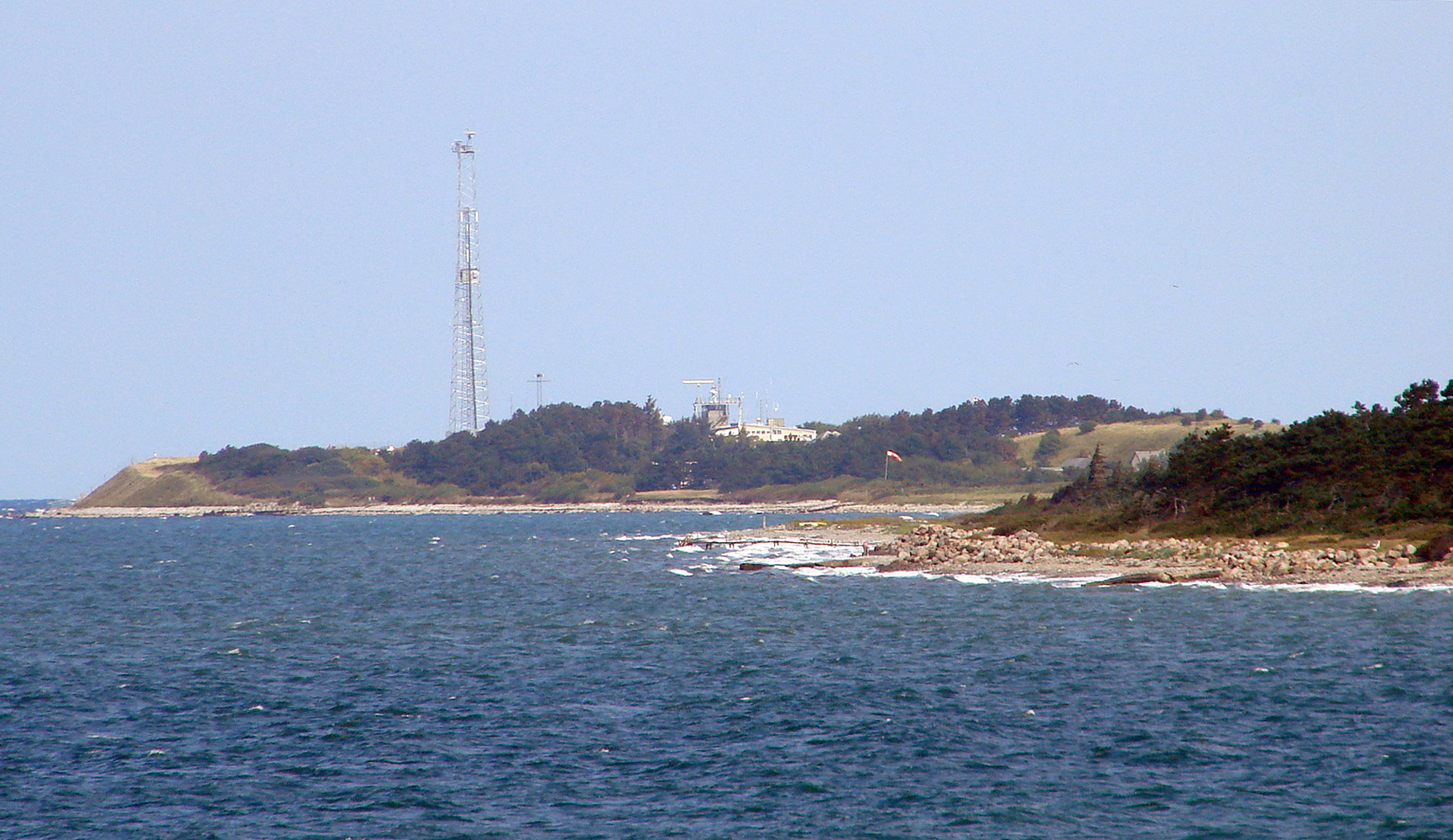
Gniben

Søværnets Center for Våben är en dansk artilleriskola och ett skjutfält på respektive utanför spetsen av Sjællands Odde i Sjælland.
Søværnets Center for Våben hette tidigare "Artilleriskolen Sjællands Odde", vilken grundades 1953. Den omdöptes senare till Søværnets Våbenkursus efter en sammanslagning med undervattensutbildningen och blev underställt Søværnets Specialskole 2005. Platsen har sitt ursprung som militärt område från 1943, då den tyska ockupationsmakten där placerade fyra 15 centimeters kanoner för skjutövningar. 
Skolan ligger ytterst på Sjællands Odde vid spetsen, Gniben, och har tillgång till de flesta vapensystem som används av Danmarks flotta. De större vapensystemen är placerade i fasta positioner inom skolans område, varifrån den skjuta ut i det skyddsområde i havet som omger skolan. 